# Jean Visagier
Jean Visagier, appelé aussi Johannes Vulteius, Ioan Vulteii, Jean Voulté, Vouté ou Faciot, né peut-être en 1505 à Vandy et mort en 1542, est un poète français néolatin.

## Biographie
Après des études au collège Sainte-Barbe, il fut professeur et correcteur d'imprimerie à Lyon et à Toulouse. Ami d'Étienne Dolet, il appartenait avec Nicolas Bourbon, Eustorg de Beaulieu et Gilbert Ducher au groupe connu sous le nom d'école lyonnaise et était lui aussi auteur d'épigrammes. Il mourut assassiné par un apothicaire avec qui il avait eu une querelle en 1542.

## Publications

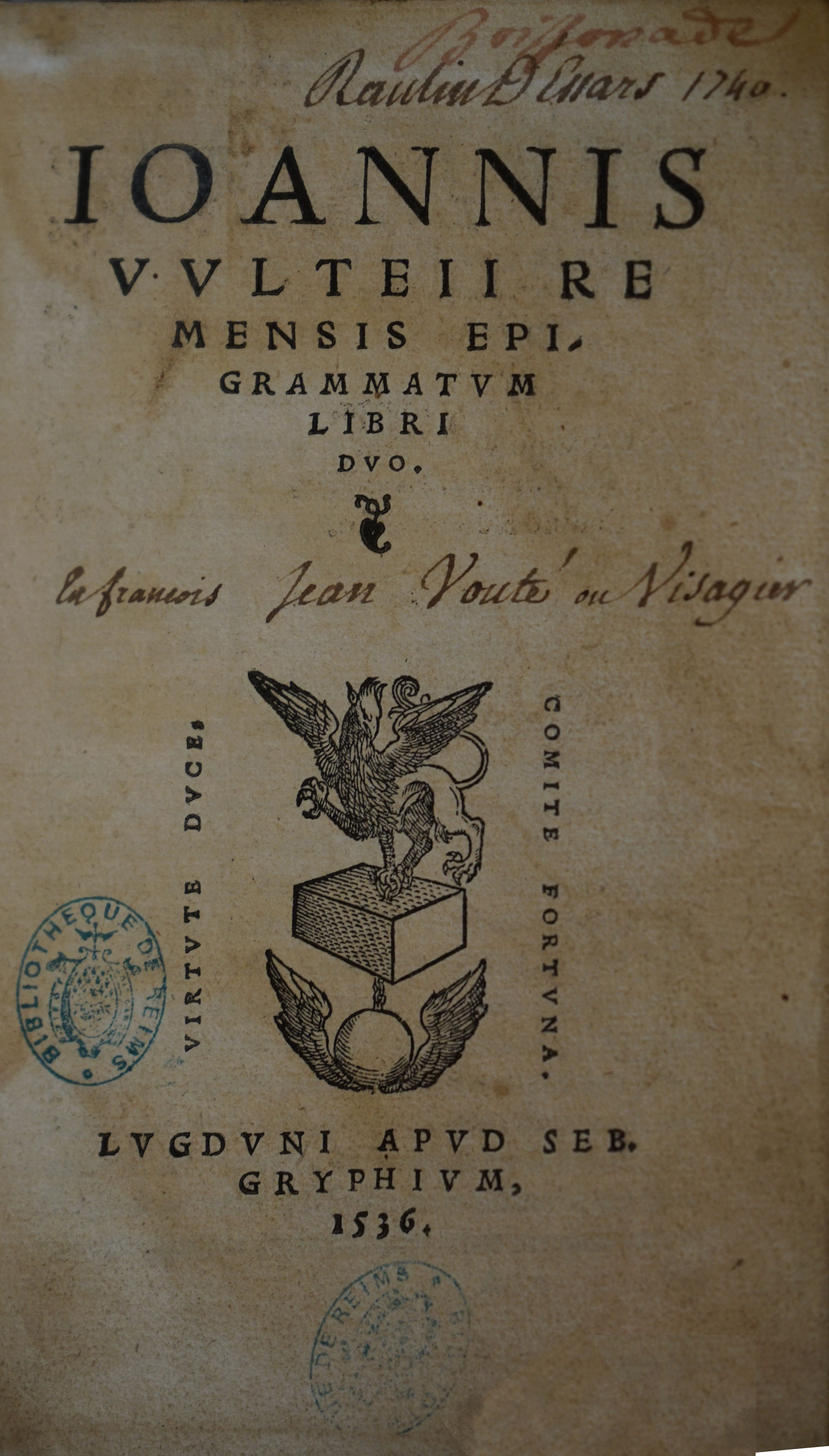
Mensis epigrammatum libri duo, 1536, bibliothèque Carnegie (Reims).

- Epigrammatum libri IIII. Ejusdem Xenia, 1537.
- Rhemensis hendecasyllaborum libri quatuor. Ad poetas Gallicos libri duo. Ad Franciscum Boherum Episc. Macloviensem item libri duo, 1538.
- Rhemi inscriptionum libri duo. Ad Aegidium Boherum Archid. Rhem. & Aven. Ad Barpt. Castellanum Nicæum Xeniorum libellus, 1538.

## Pour approfondir